# Keith Langford
Keith Langford (* 15. September 1983 in Fort Worth, Texas) ist ein ehemaliger US-amerikanischer Basketballspieler. Er wurde als Spieler griechischer, israelischer und italienischer Meister. Langford gewann mit Virtus Bologna 2009 den Europapokal EuroChallenge sowie mit Maccabi Tel Aviv die ABA-Liga 2012. Dabei wurde er jeweils als „Most Valuable Player“ (MVP) des Finalturniers ausgezeichnet. In der Saison 2007/08 spielte er kurzzeitig in der NBA für die San Antonio Spurs. Sein zwei Jahre jüngerer Bruder Kevin spielte als Basketballprofi ebenfalls in Europa.

## Laufbahn
Als Jugendlicher fühlte sich Langford zunächst zum American Football hingezogen, galt für den körperbetonten Sport jedoch als zu schmächtig und spielte fortan Basketball.
Der 1,93 m große Guard spielte an der University of Kansas und schloss seinen Aufenthalt als sechstbester Punktesammler in der Geschichte der Hochschulmannschaft (1.812 Punkte) ab. In der NBA Draft 2005 wurde er jedoch von keinem Club ausgewählt.
In der Saison 2005/06 spielte Langford in seinem Heimatland für die Fort Worth Flyers in der NBA Development League und die Kansas Cagerz in der USBL. Anschließend stand er in der zweiten italienischen Liga LegADue bei Vanoli Soresina unter Vertrag.
Keith Langford bekam 2007 die Gelegenheit, sich für einen Vertrag in der NBA zu empfehlen. Er wurde ins Trainingslager der San Antonio Spurs eingeladen, allerdings am 24. Oktober entlassen. Er wechselte daraufhin in die NBA D-League zu den Austin Toros. Am 28. Dezember bekam er dann einen Vertrag bei den San Antonio Spurs, denen die Toros gehören. Schon am selben Tag bestritt er gegen die Toronto Raptors sein erstes NBA-Spiel. Nach nur zwei Spielen wurde Langford am 7. Januar 2008 wieder von den Texanern entlassen. Daraufhin wurde er am 9. Januar wieder den Austin Toros zugeteilt. Am 16. Februar nahm er am D-League All-Star-Game im Rahmen des NBA All-Star Weekends teil und erzielte neun Punkte und vier Rebounds. Am 4. März gaben die Toros die Trennung bekannt.
Am 6. März 2008 wechselte Langford wieder nach Italien, wo er für den Rest der Saison 2007/08 bei Angelico Biella in der Serie A spielte und in neun Spielen im Schnitt 13,9 Punkte, 7,6 Rebounds und 2,8 Steals verbuchte. In der Saison 2008/09 spielte Langford ebenfalls in Italien. Er unterschrieb einen Vertrag bei Virtus Bologna und half der Mannschaft, den EuroChallenge-Titel zu gewinnen. Er erzielte im Endspiel gegen Cholet Basket 21 Punkte und wurde zum MVP ernannt.
Am 8. Juli 2009 wechselte Langford zu BK Chimki in der russischen Oblast Moskau. In der EuroLeague wurde er in der Saison 2009/10 am fünften Spieltag der Hauptrunde als Spieler der Woche ausgezeichnet. In der darauffolgenden Saison gelang ihm 2011 mit Chimki der Titelgewinn in der supranationalen osteuropäischen VTB United League. Trotz einer Vertragsverlängerung im März 2011 trennte man sich vor Saisonbeginn 2011/12. Nachdem BK Chimki von Rimas Kurtinaitis als Trainer übernommen worden war, trennte man sich jedoch in der Saisonvorbereitung zur folgenden Spielzeit. Offiziell wurde bekanntgegeben, dass unklar sei, ob Langford nach Verletzungen wieder seine alte Leistungsstärke erreichen würde. Einen Monat später unterschrieb er einen Vertrag beim israelischen Serienmeister Maccabi Tel Aviv. Mit Maccabi gewann er erneut das nationale Double aus Meisterschaft und Pokalsieg, in der EuroLeague war 2012 jedoch im Viertelfinale Endstation gegen Titelverteidiger Panathinaikos Athen. Dafür gewann man bei der erstmaligen Teilnahme die Adriatische Basketballliga. Vor eigenem Publikum setzte sich Maccabi im Endspiel durch, anschließend wurde Langford zum MVP des Final-Four-Turniers ernannt.
Für die Saison 2012/13 unterschrieb Langford erneut einen Vertrag in der italienischen Serie A beim Vizemeister EA7 Emporio Armani aus Mailand, mit dem er in der Saison 2013/14 ebenfalls Meister wurde. In der Euroleague stand der US-Amerikaner im Spieljahr 2013/14 an der Spitze der Korbjägerliste, das gelang ihm 2016/17 als Mitglied von UNICS Kasan erneut. 2015 nahm er mit der US-Nationalmannschaft an den Panamerikanischen Spielen teil und gewann Bronze.
Mit Panathinaikos Athen gewann Langford 2019 die griechische Meisterschaft sowie den Pokalwettbewerb. 2019/20 wurde er als bester Spieler der Champions League ausgezeichnet. Im Mai 2023 gab er das Ende seiner Spielerlaufbahn bekannt. Er hatte sich rund ein Jahr zuvor einem Eingriff an der Achillessehne unterziehen müssen, die Rückkehr in den Leistungssport war ihm anschließend nicht mehr gelungen. Während seiner Spielerzeit wurde Langford sechsmal am Knie operiert.